# Krzyżowa (powiat świdnicki)

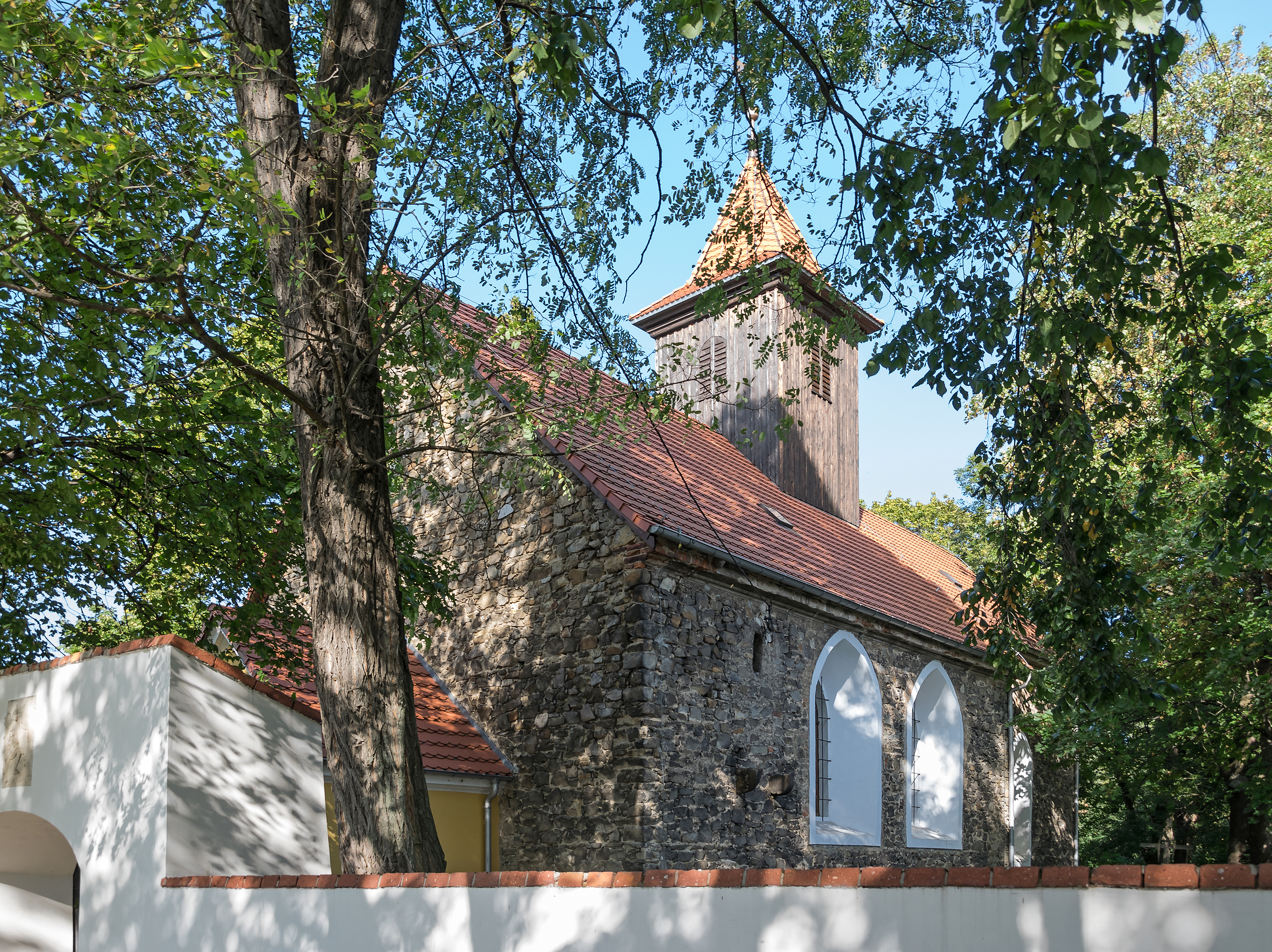
Kościół św. Michała Archanioła w Krzyżowej

Krzyżowa (niem. Kreisau) – wieś w Polsce, położona w województwie dolnośląskim, w powiecie świdnickim, w gminie Świdnica, na południowym skraju Równiny Świdnickiej, nad rzeką Piławą.
W latach 1975–1998 wieś należała administracyjnie do województwa wałbrzyskiego.

## Historia

Mapa Krzyżowej i okolic (ok. 1780 r.)

Wzmiankowana w 1335 roku jako wieś w Księstwie świdnicko-jaworskim, od 1392 r. pod zwierzchnictwem Czech, od 1526 r. Habsburgów, od 1742 r. w państwie Prus, od 1867 r. własność rodziny von Moltke, kiedy to Helmuth Karl Bernhard von Moltke – dowódca z okresu „niemieckich wojen zjednoczeniowych” – nabywa majątek Krzyżowa. Majątek wraz z pałacem po śmierci feldmarszałka w 1891 r. odziedziczył jego bratanek Wilhelm von Moltke, dziadek Helmutha Jamesa von Moltkego. Już w XVI wieku istniał tu zapewne jakiś dwór, który został zniszczony w 1633 r. w związku z trwającą wtedy wojną trzydziestoletnią. Dzisiejszy pałac zbudowano na skarpie, nad dawnym korytem rzeki Piławy, z inicjatywy Sigismunda von Zedlitz und Lepie około 1720 roku. Projekt ziemiańskiej siedziby wykonał być może Felix Anton Hammerschmidt ze Świdnicy. W czasie II wojny światowej pałac był miejscem tajnych spotkań niemieckiej antynazistowskiej grupy „Kręgu z Krzyżowej”, założonej m.in. przez właściciela – hrabiego Helmutha Jamesa von Moltkego. W wyniku zdemaskowania organizacji po nieudanym zamachu na Hitlera w Wilczym Szańcu, jej członkowie wraz z właścicielem pałacu hrabią Helmutem von Moltkem zostali straceni.
Wraz z przegraną Niemiec w II wojnie światowej na mapie Europy zaszły zmiany graniczne. Konsekwencją tego było m.in. włączenie Krzyżowej w granice Polski. We wsi osiedlono mieszkańców z utraconych terenów polskich na wschodzie oraz z Polski centralnej. Majątek w Krzyżowej przekształcono w PGR, a w Domu na Wzgórzu zamieszkało kilka rodzin. Użytkowany w coraz mniejszym stopniu pałac popadał w ruinę, aż do 1990 roku, kiedy rozpoczęto odbudowę pałacu. W pałacu 12 listopada 1989 odbyło się spotkanie premiera Polski Tadeusza Mazowieckiego i kanclerza Niemiec Helmuta Kohla, w czasie którego odprawiono „Mszę Pojednania”.

## Nazwa
Nazwa pochodzi od polskich nazw – krzyża lub kresu. Śląski pisarz Konstanty Damrot w swoim dziele o znaczeniu nazw na Śląsku wydanym w 1896 roku w Bytomiu wymienia nazwę wsi w polskim brzmieniu „Krzyżowo” podaje także dwie wcześniejsze nazwy zanotowane w dokumentach historycznych z 1250 roku „Krzyzovo” oraz 1335 „Crissovo”. Kolejna wzmianka o miejscowości znajduje się w łacińskim dokumencie z 1250 roku wydanym przez papieża Innocentego IV w Lyonie gdzie wieś zanotowana została w zlatynizowanej, staropolskiej formie „Crisova”.
Niemiecki nauczyciel Heinrich Adamy w swoim dziele o nazwach miejscowych na Śląsku wydanym w 1888 roku we Wrocławiu wywodzi nazwę od polskiego słowa oznaczającego kres. Wymienia jako najstarszą zanotowaną nazwę miejscowości Crisowa tłumacząc ją na niemiecki jako „Kreisgrenze, Grenzdorf”, czyli po polsku „Granica dystryktu, wieś graniczna”. Nazwa została później przez Niemców zgermanizowana na Creisau, a później na Kreisau, w wyniku czego utraciła swoje pierwotne znaczenie.

## Zabudowa
We wsi znajduje się neobarokowy zespół pałacowy wraz z zabudowaniami gospodarczymi i parkiem z 1. ćwierćwiecza XVIII w., który wielokrotnie przebudowywano, odbudowany w latach 1990–1998. Od 11 czerwca 1998 teren pałacu jest wykorzystywany przez „Fundację Krzyżowa” jako  Międzynarodowy Dom Spotkań Młodzieży.

## Zabytki
Do wojewódzkiego rejestru zabytków wpisane są:
- kościół filialny pod wezwaniem św. Michała Archanioła wzmianki o świątyni pochodzą z 1335 r., obecny gotycki wzniesiony na początku XVI wieku, częściowo odbudowany po pożarze w 1846 r. orientowany, murowany z kamienia, jednonawowy z prostokątnym prezbiterium nakrytym sklepieniem krzyżowo-żebrowym. We wnętrzu w ścianie wschodniej kamienne sakramentarium przyścienne, ozdobione sterczyną o motywach roślinnych
- cmentarz ewangelicki rodziny von Moltke, z 1870 r.
- zespół pałacowo-folwarczny, neobarokowy z XVII-XIX w.:
  - pałac z lat 1712–1726, przebudowany w latach 1868–1869[11]
  - park
  - folwark, z pierwszej połowy XIX w.:
    - pięć budynków mieszkalnych
    - stajnie
    - owczarnia-obora
    - budynek inwentarski
    - stodoła
    - wozownia
    - budynek wagi (nieistniejący)
    - trzy bramy, z pierwszej ćwierci XVIII w. (nieistniejące)

## Osoby związane z Krzyżową

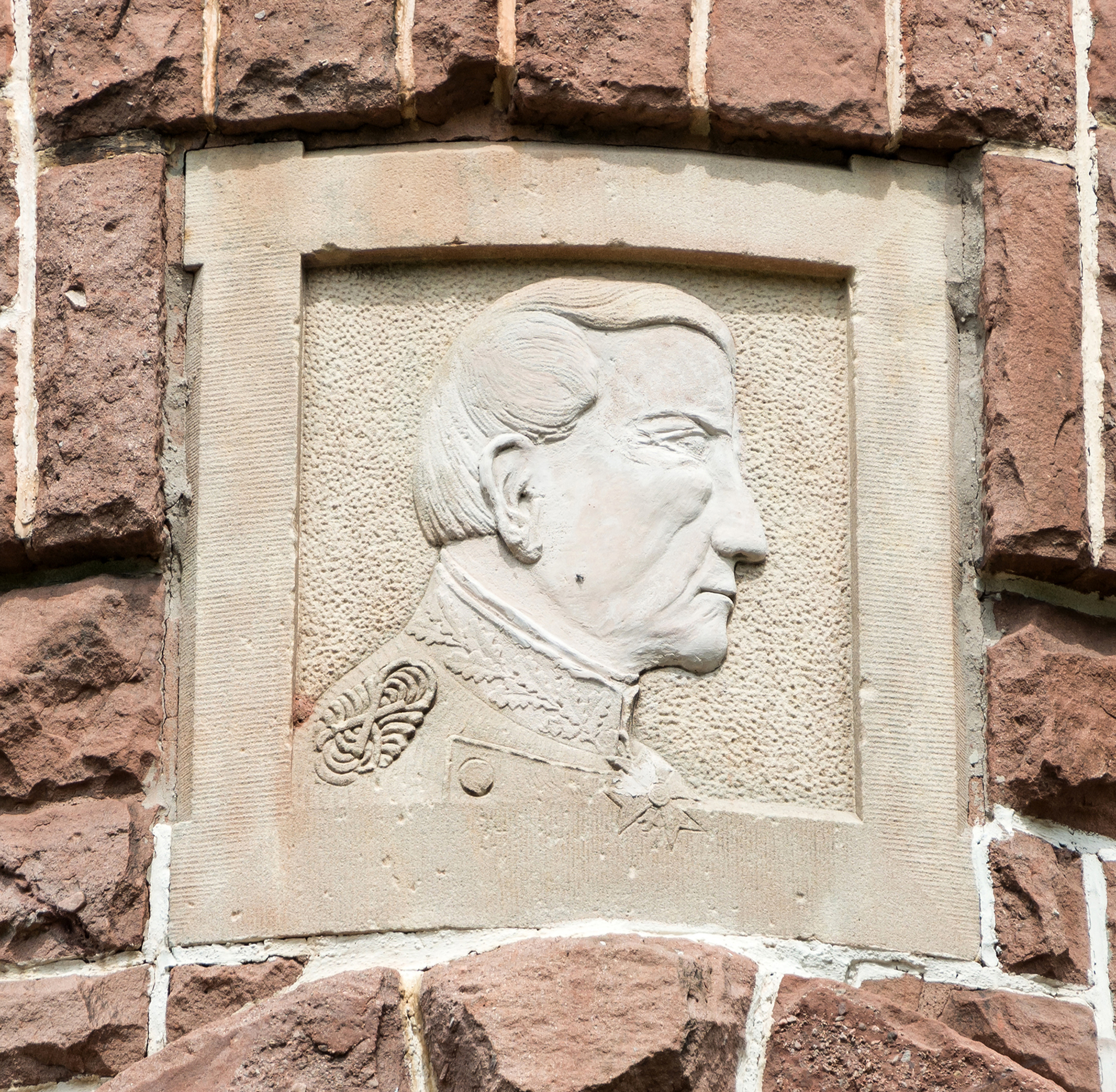
Płaskorzeźba Helmuta K. von Moltke na wieży widokowej na Górze Wszystkich Świętych

- Helmuth von Moltke (1800–1891), feldmarszałek
- Helmuth James von Moltke (1907–1945), współzałożyciel Kręgu Krzyżowa – organizacji antyhitlerowskiej
- ksiądz prałat Bolesław Kałuża (1935–2005), honorowy kapelan papieski, wykładowca uniwersytecki, gospodarz Mszy Pojednania